# 弗赖恩贝辛根
弗赖恩贝辛根是德国图林根州的一个市镇。总面积8.75平方公里，总人口308人，其中男性178人，女性130人（2011年12月31日），人口密度35人/平方公里。